# Ульяновка (Липецкая область)
Ульяновка — деревня в Измалковском районе Липецкой области.
Входит в состав Лебяженского сельсовета.

## География
Ульяновка находится на левом берегу реки Полевые Локотцы.
Южнее деревни проходит просёлочная дорога и расположено село Полевые Локотцы.

## Население
| 2010 |
| ---- |
| 7    |